# Zaton, Bijelo Polje
Zaton este un sat din comuna Bijelo Polje, Muntenegru. Conform datelor de la recensământul din 2003, localitatea are 930 de locuitori (la recensământul din 1991 erau 917 locuitori).

## Demografie
În satul Zaton locuiesc 708 persoane adulte, iar vârsta medie a populației este de 35,5 de ani (35,2 la bărbați și 35,8 la femei). În localitate sunt 266 de gospodării, iar numărul mediu de membri în gospodărie este de 3,50.
Populația localității este foarte eterogenă.
|  |

| Demografie | Demografie | Demografie |
| An         | Locuitori  | Locuitori  |
| ---------- | ---------- | ---------- |
|            |            |            |
|            |            |            |
|            |            |            |
|            |            |            |
| 1948       | 869        |            |
| 1953       | 917        |            |
| 1961       | 960        |            |
| 1971       | 1069       |            |
| 1981       | 1118       |            |
| 1991       | 917        | 912        |
| 2003       | 945        | 930        |

| \| Componența etnică conform recensământului din 2003[2] \| Componența etnică conform recensământului din 2003[2] \| Componența etnică conform recensământului din 2003[2] \| Componența etnică conform recensământului din 2003[2] \| Componența etnică conform recensământului din 2003[2] \| \| ----------------------------------------------------- \| ----------------------------------------------------- \| ----------------------------------------------------- \| ----------------------------------------------------- \| ----------------------------------------------------- \| \| \| \| \| \| \| \| Sârbi \| Sârbi \| \| 494 \| 53,11% \| \| Muntenegreni \| Muntenegreni \| \| 346 \| 37,2% \| \| Bosniaci \| Bosniaci \| \| 11 \| 1,18% \| \| Macedoneni \| Macedoneni \| \| 5 \| 0,53% \| \| necunoscută \| necunoscută \| \| 74 \| 7,95% \| |              |  |     |        |
| Componența etnică conform recensământului din 2003 |              |  |     |        |
| |              |  |     |        |
| Sârbi | Sârbi        |  | 494 | 53,11% |
| Muntenegreni | Muntenegreni |  | 346 | 37,2%  |
| Bosniaci | Bosniaci     |  | 11  | 1,18%  |
| Macedoneni | Macedoneni   |  | 5   | 0,53%  |
| necunoscută | necunoscută  |  | 74  | 7,95%  |